# Verdun (Ariège)
Verdun é uma comuna francesa na região administrativa de Occitânia, no departamento de Ariège. Estende-se por uma área de 11,71 km². Em 2010 a comuna tinha 228 habitantes (densidade: 19,5 hab./km²).